# August Heim
August Heim (ur. 13 marca 1904 w Offenbach am Main, zm. 8 maja 1976 tamże) – niemiecki florecista i szablista, dwukrotny medalista igrzysk olimpijskich i czterokrotny medalista mistrzostw świata. 
Na igrzyskach olimpijskich w Amsterdamie w 1928 roku startował we florecie drużynowym, w którym Niemcy odpadli w pierwszej rundzie. Brał też udział w igrzyskach olimpijskich w Berlinie w 1936 roku, gdzie zdobył dwa medale. Najpierw razem z Siegfriedem Lerdonem, Juliusem Eiseneckerem, Erwinem Casmirem, Stefanem Rosenbauerem i Otto Adamem zdobył brązowy medal we florecie drużynowym. W turnieju indywidualnym odpadł w drugiej rundzie. Następnie reprezentacja III Rzeszy w składzie: Hans-Georg Jörger, Julius Eisenecker, August Heim, Erwin Casmir, Richard Wahl i Hans Esser zajęła trzecie miejsce w szabli drużynowej. W szabli indywidualnej dotarł do ćwierćfinałów.
Kilkukrotnie zdobywał medale mistrzostw świata (oficjalnie rozgrywanych pod tą nazwą dopiero od 1937). Pierwszy medal zdobył podczas mistrzostw świata w Wiedniu w 1931 roku, razem z Erwinem Casmirem, Juliusem Eiseneckerem i Heinrichem Moosem zajmując trzecie miejsce w szabli drużynowej. W tej samej konkurencji zdobył też brązowe medale na mistrzostwach świata w Lozannie (1935) i mistrzostwach świata w Paryżu (1937). W międzyczasie razem z kolegami z reprezentacji zdobył też brązowy medal we florecie drużynowym na mistrzostwach świata w Warszawie (1934).
Wielokrotnie zdobywał mistrzostw kraju: we florecie indywidualnym w latach 1930, 1932 i 1937 oraz w szabli w latach 1933-1935 i 1938. Po zakończeniu kariery został trenerem w klubie Offenbacher FC.